# Ciudad Lineal
Ciudad Lineal – jest jednym z 21 dystryktów wchodzących w skład Madrytu. Nazwa Ciudad Lineal w dosłownym tłumaczeniu oznacza linearne miasto, jest to termin wprowadzony przez hiszpańskiego architekta i urbanistę Arturo Sorię. Dzielnica zamieszkiwana jest przez ok. 230 000 mieszkańców, z czego 15,2% (ok. 13 500) stanowią imigranci, głównie z Ekwadoru, Kolumbii, Peru, Rumunii i Nigerii.

## Podział administracyjny
Ciudad Lineal dzieli się administracyjnie na 9 dzielnic:
- Ventas
- Pueblo Nuevo
- Quintana
- Concepción
- San Pascual
- San Juan Bautista
- Colina
- Atalaya
- Costillares